# Leobener Becken
Das Leobener Becken (auch Leobner Becken) ist ein inneralpiner Talabschnitt der Mur nördlich von Leoben in der Steiermark. 
Das Becken wird durch einen Sattel in das Seegrabener Becken und das Tollinggrabener Becken unterteilt. Es hat eine maximale Tiefe von 400 Metern.
Das Leobener Becken gehört zur Mur-Mürz-Furche und ist ein Neogenbecken des Miozäns.